# بريغيتي ياغوي إنريكيه
بريغيتي ياغوي إنريكيه (بالإسبانية: Brigitte Yagüe Enrique، ولدت في 15 مارس 1981، ميورقة، إسبانيا) لاعبة تايكوندو إسبانية، تتخصص حالياً في وزن تحت 49 كغم.
حصلت على الميدالية الفضية في دورة الألعاب الأولمبية الصيفية عام 2012 في لندن، كما حازت على ثلاث ميداليات ذهبية في بطولات العالم للتايكوندو، وعلى أربع ميداليات ذهبية في بطولات أوروبا للتايكوندو.

## إنجازاتها

### الألعاب الأولمبية الصيفية
- 2012 لندن  المملكة المتحدة:  ميدالية فضية في وزن تحت 49 كغم.

### بطولة العالم للتايكوندو
- 2001 جيجو-دو  كوريا الجنوبية:  ميدالية فضية في وزن تحت 51 كغم.
- 2003 غارميش-بارتنكيرخن  ألمانيا:  ميدالية ذهبية في وزن تحت 47 كغم.
- 2005 مدريد  إسبانيا:  ميدالية فضية في وزن تحت 51 كغم.
- 2007 بكين  الصين:  ميدالية ذهبية في وزن تحت 51 كغم.
- 2009 كوبنهاغن  الدنمارك:  ميدالية ذهبية في وزن تحت 49 كغم.
- 2011 كيونغ جو  كوريا الجنوبية:  ميدالية برونزية في وزن تحت 49 كغم.

### بطولة أوروبا للتايكوندو
- 1998 آيندهوفن  هولندا:  ميدالية ذهبية في وزن تحت 47 كغم.
- 2002 سامسون  تركيا:  ميدالية ذهبية في وزن تحت 47 كغم.
- 2004 ليلهامر  النرويج:  ميدالية ذهبية في وزن تحت 47 كغم.
- 2005 ريغا  لاتفيا:  ميدالية فضية في وزن تحت 51 كغم.
- 2008 روما  إيطاليا:  ميدالية ذهبية في وزن تحت 51 كغم.
- 2012 مانشستر  المملكة المتحدة:  ميدالية برونزية في وزن تحت 49 كغم.

## روابط خارجية
- بريغيتي ياغوي إنريكيه على موقع TaekwondoData.com (الإنجليزية)
- بريغيتي ياغوي إنريكيه على موقع أوليمبيديا (الإنجليزية)